# Arystobul (postać biblijna)
Arystobul – żyjąca w I wieku postać biblijna, święty prawosławny.
Postać występująca w Nowym Testamencie w Liście do Rzymian apostoła Pawła (Rz 16,11 BT). Zaliczany do grona Siedemdziesięciu dwóch wysłańców Jezusa Chrystusa. Synaksaria zaliczają Arystobula do uczniów Pańskich.
Według niektórych badaczy miał być towarzyszem apostoła, wyświęconym na biskupa, prowadzącym później działalność misyjną na Półwyspie Iberyjskim i wśród Brytów. Twierdzenia te nie znajdują potwierdzenia w źródłach historycznych. Wspominany jest w synaksariach 15 i 16 marca, choć nie ma nawet dowodów, iż był chrześcijaninem.